# Challenger de Zadar 2025
El torneo Zadar Open 2025, denominado por razones de patrocinio Falkensteiner Punta Skala Zadar Open fue un torneo de tenis perteneció al ATP Challenger Tour 2025 en la categoría Challenger 75. Se trató de la 5ª edición; el torneo tuvo lugar en la ciudad de Zadar (Croacia), desde el 17 hasta el 23 de marzo de 2025 sobre de tierra batida al aire libre.

## Jugadores participantes del cuadro de individuales
| Preclasificado | País                            | Jugador         | Rank1 | Posición en el torneo |
| 1              | Bandera de Bosnia y Herzegovina | Damir Džumhur   | 84    | Semifinales, retiro   |
| 2              | Bandera de República Checa      | Vít Kopřiva     | 119   | Primera ronda         |
| 3              | Bandera de Croacia              | Borna Ćorić     | 120   | CAMPEÓN               |
| 4              | Bandera de Eslovaquia           | Jozef Kovalík   | 125   | Cuartos de final      |
| 5              | Bandera de Francia              | Valentin Royer  | 151   | FINAL                 |
| 6              | Bandera de República Checa      | Dalibor Svrčina | 164   | Segunda ronda, retiro |
| 7              | Bandera de Croacia              | Duje Ajduković  | 167   | Primera ronda         |
| 8              | Bandera de Alemania             | Henri Squire    | 173   | Primera ronda         |

- 1 Se ha tomado en cuenta el ranking del 3 de marzo de 2025.

### Otros participantes
Los siguientes jugadores recibieron una invitación (wild card), por lo tanto ingresan directamente al cuadro principal (WC):
- Mili Poljičak
- Dino Prižmić
- Nerman Fatić

Los siguientes jugadores ingresan al cuadro principal tras disputar el cuadro clasificatorio (Q):
- Mirza Bašić
- Zdeněk Kolář
- Andrej Martin
- Luka Mikrut
- Luka Pavlovic
- Marko Topo

## Campeones

### Individual Masculino
- Borna Ćorić derrotó en la final a  Valentin Royer por 3–6, 6–2, 6–3

### Dobles Masculino
- Zdeněk Kolář /  Neil Oberleitner derrotaron en la final a  Denys Molchanov /  Mick Veldheer por 6–3, 6–4